# Александрия (город, Украина)
Александри́я (укр. Олександрі́я) — город в Кировоградской области Украины, административный центр Александрийского района и Александрийской городской общины.

## История
Известно как казацкое поселение Усовка с 1746 года, было укреплённым пунктом на пути набегов татар и походов шляхты на земли Приингулья.
После строительства в 1754 году крепости Святой Елисаветы, впоследствии города Елисаветграда, здесь был размещён военный гарнизон. В составе военных, которые несли здесь службу в российской армии были сербы, румыны, хорваты, болгары. Появилось новое название поселения: Бечея, напоминавшее сербам о местности, откуда они пришли.
В 1784 году, когда вышел указ о разделении Екатеринославского наместничества на две губернии: Новороссийскую и Азовскую, укрепление Бечея стало уездным городом с названием Александрийск. Позже название города трансформировалось в Александрию.

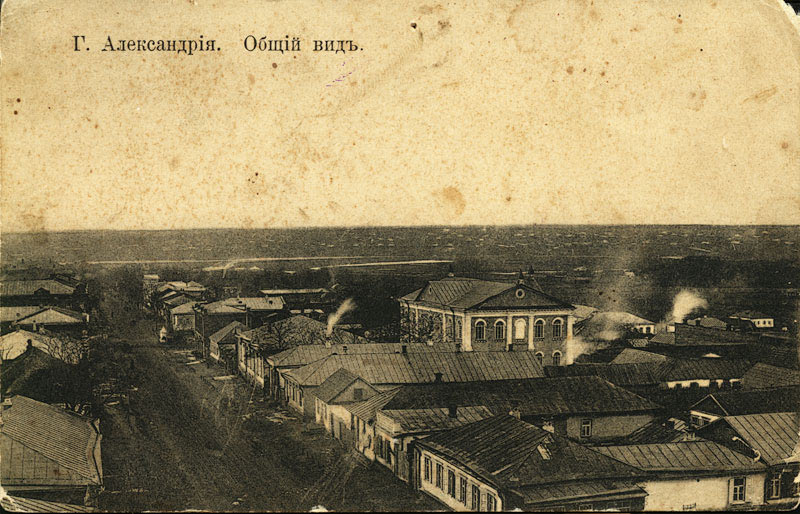
Александрия, 1900 год

С 1806 года Александрия входила в состав Херсонской губернии. Основным занятием александрийцев и жителей окрестных сел в первой половине XIX века. были земледелие, огородничество и выращивание бахчевых культур. Освобождение от крепостничества и ряд других реформ стимулировали развитие хозяйства. Увеличилось количество перерабатывающих предприятий, началось строительство железной дороги. В 1869 году вступила в строй железнодорожная линия Одесса — Харьков, которая прошла через пригородную станцию Користовка (Вараждин, сейчас Протопоповка), в 1901 году железная дорога прошла через город в направлении Пятихаток. Ранее, в 1855 году, через Александрию прошла телеграфная линия, связавшая Одессу с Петербургом. Выгодное географическое расположение на перекрестке путей, ведущих к Чёрному морю, в Крым положительно влияло на развитие в городе торгового дела и кустарных производств. В начале XX века в Александрии зародилось промышленное производство: появились механические мастерские, мелкие цеха литья чугуна. В это же время была предпринята первая попытка промышленной разработки местных месторождений бурого угля. В городе активизировалась культурная жизнь.
По данным переписи 1897 года в городе жили 14 007 человек, из них 7 658 (54,67 %) указали украинский (в переписи — «малорусский») язык родным, идиш («еврейский») — 3 687 (26,32 %), русский («великорусский») — 2 364 (16,88 %), польский — 173 (1,24 %), другие языки — 125 (0,89 %).
В 1904 году открылась мужская гимназия, а в 1910 году — учительская семинария. С 1909 года издавалась газета «Известия Александрийского уездного земства». В 1917—1920 годы Александрия пережила социальные потрясения, неоднократную смену власти, события Гражданской войны.

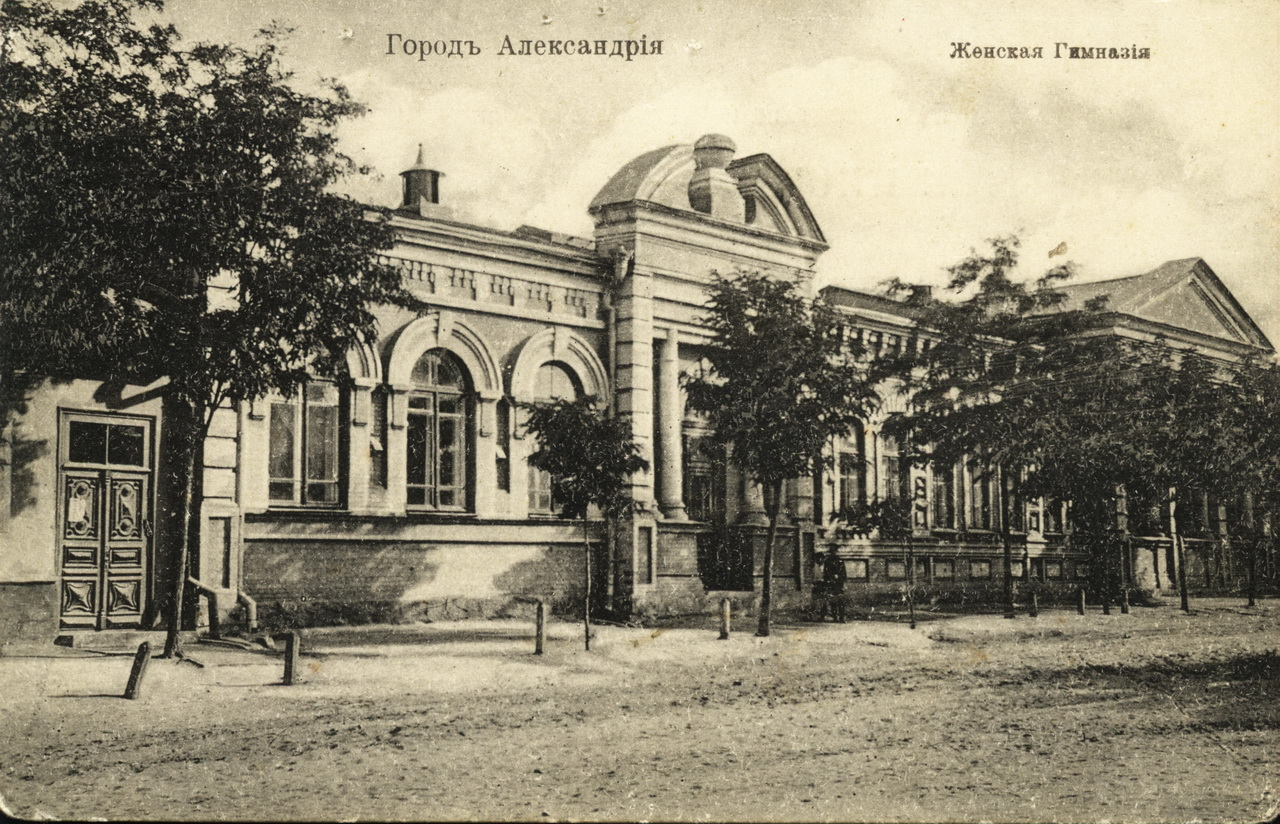
Женская гимназия, 1914

26 марта 1919 года здесь началось издание газеты «Ленинское знамя».
В Александрии 23 мая 1919 года войсками Красной Армии был окончательно ликвидирован антибольшевистский мятеж Никифора Григорьева. Тем не менее, 7—23 мая 1919 года, шестнадцать дней именно Александрия была столицей повстанческого «государства» атамана Григорьева, в состав которого входил практически весь юг современной Украины (нынешняя Черкасская, Кировоградская, Херсонская, Николаевская и Одесская области). Правление Никифора Григорьева — одно из самых ярких событий в истории Александрии. Вот, в частности, как описывает его конец правитель Юга России, генерал-лейтенант Антон Иванович Деникин в «Очерках русской смуты» (том 5):

14 июля 1919 года Махно, заманив Григорьева на повстанческий съезд, собственноручно убил его. Официальная версия партийных анархистов называет это убийство казнью, устроившего еврейский погром в Елисаветграде и для борьбы с большевиками не пренебрегавшего никакими союзниками, даже якобы Добровольческой армией… Гораздо правильнее, однако, другая версия — о двух пауках в одной банке, о борьбе двух за власть и влияние на тесном пространстве нижнего Днепра (между Екатеринославом — Елисаветградом — Александровском), куда загнали их судьба и наступление Вооруженных сил Юга.
В период первых пятилеток в Александрии были построены механический завод, буроугольные добывающие предприятия. В городе работало значительное количество мелких промышленных предприятий, среди них десять тепловых мельниц и крупорушек, десять маслобоен, девять промышленных артелей. Заметные изменения произошли в культурной жизни города. Были открыты школа медицинских сестер, педагогическая школа, просветительский техникум, начал работу дворец пионеров, был создан передвижной драматический театр имени М. Л. Кропивницкого.
По данным переписи 1926 года, украинцы составляли 69,3 % населения города, евреи — 23,5 %, русские — 6,3 %. Украинский язык родным назвали 61,1 % населения Александрии, еврейский — 17,2 %, русский — 21,1 %.
Во времена Голодомора 1932—1933 годов погибло 1729 жителей Александрии.

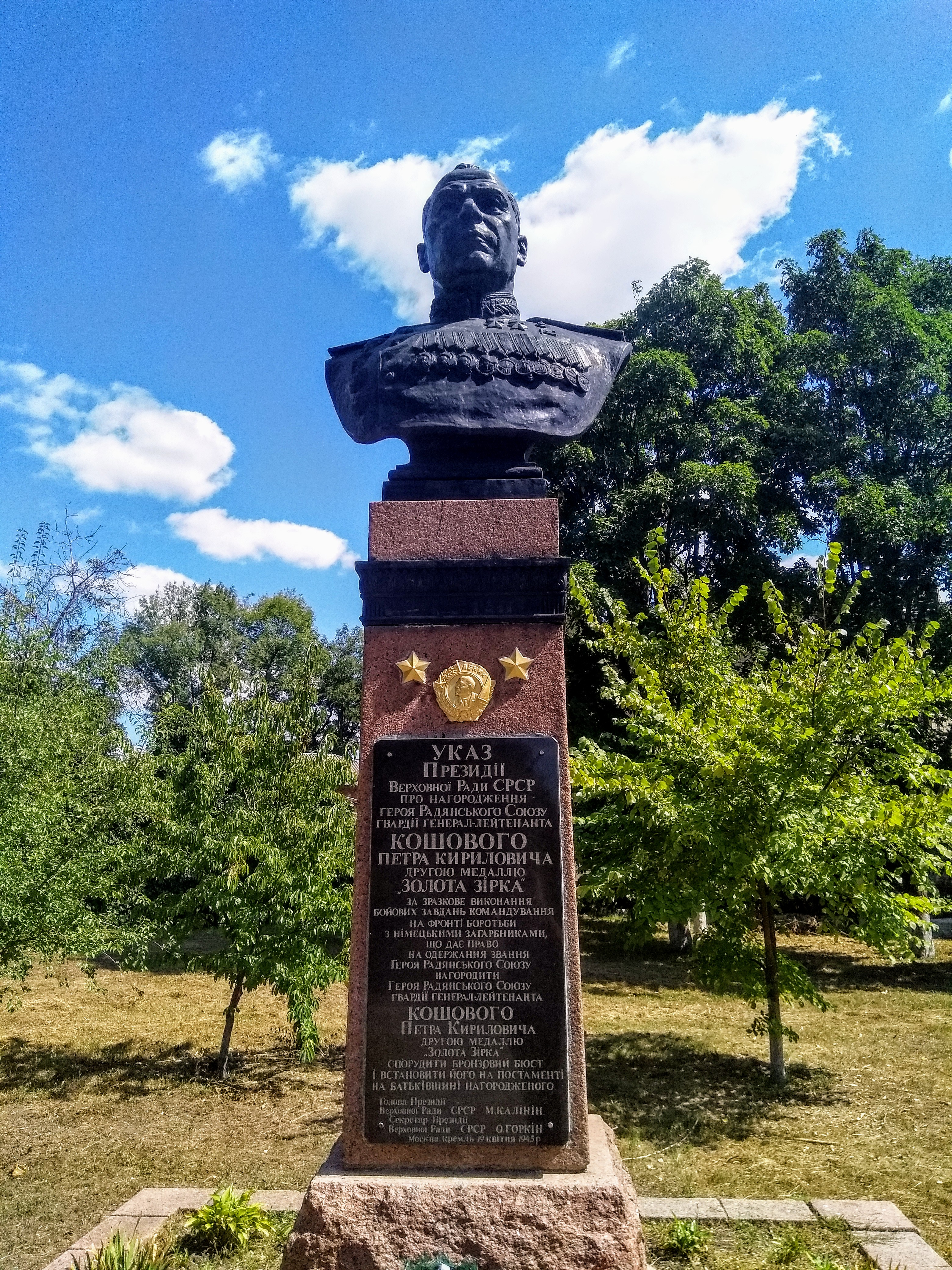
Памятник Герою Советского Союза, уроженцу города Петру Кошевому

6 августа 1941 года Александрия без боя была взята войсками фашистской Германии. 6 декабря 1943 года город был освобождён от немецко-фашистских захватчиков.
В послевоенные годы Александрия стала городом шахтёров и машиностроителей. В течение 1951—1981 годов построено около 20 промышленных предприятий, 10 из них для добычи и переработки бурого угля. Среди известных на Украине и за её пределами машиностроительные предприятия: научно-производственное объединение «Этал», фирма «Вира-Сервис», завод «Автоштамп», продукцией которых являлись электротехнические аппараты, подъемно-транспортное оборудование, сельскохозяйственные машины. Большой вклад в экономическое развитие города оказали фабрика диаграммных бумаг и швейная фабрика. 1 августа 2003 года открыто движение на скоростной железнодорожной линии Киев — Днепропетровск, которая проходит через Александрию, построено новое здание железнодорожного вокзала.
К 2006 году буроугольная отрасль практически прекратила в городе своё существование.

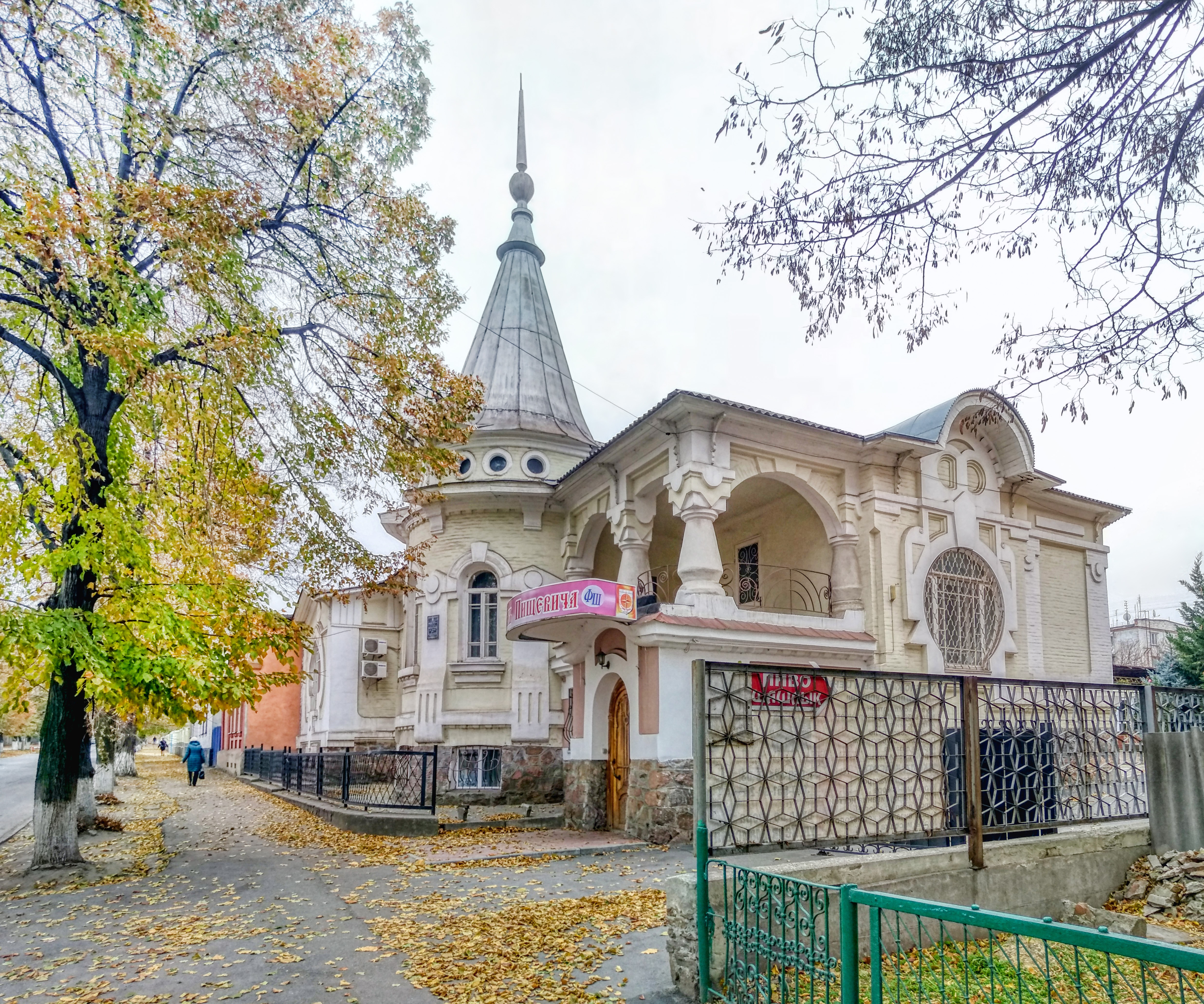
Дом купца Пищевича

В Александрии родились и провели детские и юношеские годы учёный-славист с мировым именем Дмитрий Иванович Чижевский, дважды Герой Советского Союза, маршал Петр Кириллович Кошевой, 47-й космонавт Советского Союза Леонид Иванович Попов, известный советский фотограф Наум Самойлович Грановский, экс-министр внутренних дел Украины Юрий Фёдорович Кравченко. С Александрией связаны судьбы казацкого философа Семёна Климовского,  автора песни «Ехал казак за Дунай», декабристов Ивана Сухинова и Александра Пестова, актёра Гната Юры, писателя и драматурга Владимира Билль-Белоцерковского, художника Бориса Йогансона, «поющего ректора» Михаила Поплавского.
Городским главой в настоящее время является Сергей Анатольевич Кузьменко.
15 апреля 2022 года в ходе вторжения России в Украину подверглась ракетному обстрелу со стороны Вооружённых сил РФ.

## Население
Численность населения города по данным на 1 марта 2015 года составляла 81 656 постоянных жителей и 82 287 человек наличного населения, в рамках горсовета —  91 398 постоянных жителей и 91 913 человек наличного населения.
Перепись населения 1897 года показала, что в Александрии проживало 14 007 человек, из них 7 085 мужчины и 6 922 женщины, а всего в Александрийском уезде проживало 416 576 человек. В городе наибольшие вековые группы составляли люди возрастом 1-19 лет.
В начале XX века население продолжало увеличиваться, в 1912 году население состояло из 16 000 человек, а опираясь на «Всеобщий русский календарь» 1919 года — 20 500 человек.
Перепись населения 2001 года показала, что в городе проживает 104 500 человек, что составляло 91 % от количества населения 1989 года. По данным Верховной Рады Украины на территории Александрии проживает 103 856 человек. На 2005 год население уменьшилось до 102,2 тысяч человек.
По данным переписи 1926 года, украинцы составляли 69,3 % населения города, евреи — 23,5 %, русские — 6,3 %.
По данным переписи 2001 года, украинцы составляли 87,67 % населения города, русские — 10,56 %.

### Языковой состав
Родной язык населения по данным переписи 1897 года:
| Язык                       | Численность, чел. | Доля     |
| -------------------------- | ----------------- | -------- |
| Украинский («малорусский») | 7 658             | 54,67 %  |
| Идиш («еврейский»)         | 3 687             | 26,32 %  |
| Русский («великорусский»)  | 2 364             | 16,88 %  |
| Польский                   | 173               | 1,24 %   |
| Другие                     | 125               | 0,89 %   |
| Итого                      | 14 007            | 100,00 % |

По данным переписи 1926 года, украинский язык родным назвали 61,1 % населения Александрии, еврейский — 17,2 %, русский — 21,1 %.
Родной язык населения по данным переписи 2001 года:
| Язык       | Численность, чел. | Доля     |
| ---------- | ----------------- | -------- |
| Украинский | 79 947            | 86,30 %  |
| Русский    | 12 218            | 13,19 %  |
| Другое     | 473               | 0,51 %   |
| Итого      | 92 638            | 100,00 % |

Украинский язык является основным и единственным официальным языком города.
По данным Государственной службы статистики Украины в 2023/24 учебном году все 93 403 учащихся в учреждениях общего среднего образования в Кировоградской области обучались в украиноязычных классах.

## География
Город расположен на 32° 15' восточной долготы, 48° 30' северной широты, на востоке области, в 75 км северо-восточнее Кропивницкого. Вместе с подчинёнными Александрии посёлками Димитровым, Пантаевкой площадь города составляет 6142 га. По диаметру города проходит автодорога Кишинёв — Волгоград. Через Александрию протекают две реки: Ингулец и Березовка, Березовка впадает в Ингулец на территории города.

### Рельеф
Александрия расположена на Приднепровской возвышенности с общим наклоном территории с северо-запада на юго-восток. Рельеф представляет собой преимущественно плато или возвышенную волнистую равнину, расчленённую густой сетью речных долин, балок и оврагов. В балках, протянувшихся с запада на восток, южные склоны пологие, а северные — крутые, сильно покрыты оврагами, в таких местах открываются древние докембрийские породы.
Средняя высота плато около 200 м над уровнем моря. Однако наблюдается значительная разница абсолютных высот. Окружают город с трёх сторон высоты, имеющие отметки 136—142 м. Именно на них расположены основные промышленные зоны города.

### Климат
Климат умеренно континентальный. Лето продолжительное и жаркое, зима короткая, малоснежная. Осадки за год распределяются неравномерно, за летний период выпадает количество осадков 336 мм, за холодный — 177 мм.
Через Александрию с юго-запада на северо-восток проходит ось высокого атмосферного давления разделяющей область на две части по господству различных воздушных масс: северо-западную (лесостепь), влажные массы с Атлантики и северо-восточную (степь), континентальные массы из Азии и предопределяет разнообразие физико-географических условий региона.
В зимние месяцы преобладают северные и северо-восточные ветры. Летом хозяйничают ветры северные и северо-западные.
Циклоны (средиземноморские, атлантические и др.) и антициклоны (сибирские, восточные континентальные и др.), часто приводят к резкому похолоданию летом и оттепелям зимой. Такие климатические условия обуславливают очень изменчивую погоду, особенно зимой.
Среднегодовая температура воздуха в Александрии +7,3 — +7,8 °C. Преобладают ветры северные, северо-западные и северо-восточные. Среднегодовая скорость ветра составляет 3,9 м/с, влажность воздуха 61-65 % (максимальная в декабре: 84-86 %, минимальная в августе: 43-48 %). Безморозный период длится 246—255 дней, а вегетационный составляет 207—215 дней.
Летний период длится 114—130 дней. Температура самого теплого месяца (июля) составляет +20,2 — +21,2 °C, максимальная : +39 °C.
Зима длится 110—119 дней. Средняя температура самого холодного месяца (февраля) составляет −5,7 — −6,1 °C, максимально низкая: −35 °C.
| Показатель                    | Янв. | Фев. | Март | Апр. | Май  | Июнь | Июль | Авг. | Сен. | Окт. | Нояб. | Дек. | Год  |
| ----------------------------- | ---- | ---- | ---- | ---- | ---- | ---- | ---- | ---- | ---- | ---- | ----- | ---- | ---- |
| Средний суточный максимум, °C | −1,8 | −1   | 3,8  | 13,7 | 21,1 | 25,2 | 27,1 | 26,4 | 20,7 | 13,4 | 5,3   | 0,9  | 12,9 |
| Средняя температура, °C       | −5   | −4,2 | 0,2  | 8,8  | 15,6 | 19,7 | 21,5 | 20,5 | 15   | 8,7  | 2,3   | −1,8 | 8,4  |
| Средний суточный минимум, °C  | −8,1 | −7,4 | −3,3 | 4    | 10,2 | 14,2 | 15,9 | 14,7 | 9,4  | 4,1  | −0,7  | −4,4 | 4,1  |
| Норма осадков, мм             | 39   | 34   | 30   | 39   | 45   | 66   | 66   | 48   | 39   | 33   | 40    | 47   | 526  |
| Источник: Климат-дата         |      |      |      |      |      |      |      |      |      |      |       |      |      |

### Гидрология
Сток рек зависит от атмосферных осадков, которые очень изменчивы в разные времена года. Огромное значение играет таяние снега и весенние дожди, поэтому около 70 % стока приходится на март — апрель, на июль — август 10 %, на осень около 5 %, а на зиму 15 %. Также большую роль играет подземное питание вод.
Александрия находится в зоне нестойкого увлажнения. Среднегодовое количество осадков около 510—530 мм. Неравномерно распределяются осадки в разные сезоны. Их минимум попадает на зиму: 14 %-16 %, максимум на лето: 40 %.
За тёплый период года выпадает 70 % от всех атмосферных осадков, в холодный период — 30 %.
К поверхностным водам города относятся реки Ингулец, Бешка, Березовка, Войновское водохранилище на реке Ингулец, затопленные и отработанные карьеры, буроугольные разрезы.

### Природа
Природно-климатические условия благоприятны для выращивания озимой пшеницы, кукурузы, сахарной свеклы, картофеля и других культур, а также садоводства и овощеводства.

### Растительность
Лесная растительность: дуб, клён полевой, акация, тополь, калина, каштан, ель. На территории города находится два лесных массива: Звенигородский лесной массив и лесной массив возле дома ветеранов. Общая площадь лесных массивов составляет 862,48 га.

### Животный мир
Животный мир представлен разнообразием видов: косули, дикие кабаны, зайцы-русаки, ёжи, кроты, лесные мыши, летучие мыши, много птиц, в водоёмах: караси, лещи, окуни, и другие виды.

## Административно-территориальное деление
Город делится на 12 микрорайонов:
- Ленинский микрорайон — центральная часть города между ул. Дибровы, железной дорогой, ул. Красного Казачества и рекой Ингулец;
- Первомайский микрорайон между рекой Березовка, железной дорогой и ул. Дибровы;
- Покровский (Кировский) микрорайон между железной дорогой, рекой Березовка, рекой Ингулец;
- Чкаловский микрорайон — северная часть города между рекой Березовка, железной дорогой и границей города;
- Советский микрорайон — северо-западная часть города между рекой Ингулец, Знаменской ул. и границей города;
- Куйбышевский микрорайон между Знаменской ул., рекой Ингулец, ул. Героев Сталинграда;
- Победовский микрорайон — западная часть города между Знаменской ул., ул. Героев Сталинграда, Новопражским шоссе, границей города;
- Байдаковский (Октябрьский) микрорайон — юго-западная часть города между Новопражским шоссе, ул. Героев Сталинграда и границей города;
- Юго-западный микрорайон — Козацкая ул., Соборный просп, ул. Героев Сталинграда и ограничен рекой Ингулец;
- Юго-восточный микрорайон — Козацкая ул, ограничен железной дорогой, ул. Героев Сталинграда и Соборным просп.;
- Заводской микрорайон — восточная часть города между железной дорогой, рекой Березовкой, оврагом, пересекающего Староонуфриевскую йл., границей города;
- Ново-Филипповский микрорайон — южная часть города между ул. Героев Сталинграда, железной дорогой, границей города, рекой Ингулец.

В городе 270 улиц, 126 переулков, 8 площадей, 2 бульвара и 2 проспекта.

## Экономика
- Производство низковольтной контактной аппаратуры, систем управления и автоматизации, многослойных плат — ЧАО НПО «Этал»;
- Производство подъемно-транспортного оборудования — ООО «ЗПТО „Вира-Сервис Интермаш“», ООО «НПФ „Кран“», ООО «Кран-Сервис», Александрийский завод подъемно-транспортного оборудования;
- Литейное производство и производство насосов всех модификаций — ООО «ТД „Укрнасоссервис“», ООО «Александрийская литейная компания»;
- Производство различного оборудования для сельскохозяйственной техники и декоративное кузнечное производство — ООО «Лизава», ООО «ТД „Ренессанс“», ЗАО «Автоштамп», ПП «Лидия»;
- Полиграфия и диаграммная продукция — ООО «Диапринт», ООО "Типография «Диа-Плюс», ОАО «Александрийская фабрика диаграммных бумаг», КП «Городская типография», ООО «ОФДНТИ»;
- Пищевая промышленность — ООО «Александрийский хлебозавод», ОП ЗАО «Оболонь», ООО «ПКФ „Бархат“», ООО «КСиМ», ГП «Зарина»;
- Изготовление изделий из декоративных гранитов — ОФ ЗАО «Капустянский гранит»;
- Трикотажное и швейное производство — ООО «Виатекс», Пані Яновська™, сеть мелких производителей;
- Химическое производство (углещелочные реагент) — ООО «Автотехпром»;
- Производство мебели и металлопластиковых изделий — ООО «Медифарм», ООО «Оконика»;
- Сфера услуг и торговая сеть: 6 рынков, сеть супермаркетов и оптово-розничных баз, магазинов и аптек, автостоянок и АЗС, учреждений ресторанного хозяйства, гостиниц и т. п.;
- Предпринимательство динамично развивается, в малом и среднем бизнесе работает около 11 тысяч человек.
- Перспектива развития буроугольного производства: добыча бурого угля, переработка, производство электрической энергии на ТЭЦ на основе сжигания бурого угля как основного вида топлива, производство синтез-газа (водорода), производство строительных и автодорожных материалов, производство горного воска;
- Сфера IT представлена разработчиками комплексов систем GPS-мониторинга транспорта, компанией Quant-Systems.

## Транспорт
Город находится на пересечении торговых путей, которые пересекают его с севера на юг и с запада на восток.

### Автомагистрали
Через Александрию проходят автомобильные магистрали:
- Знаменка — Изварино,
- Александрия — Полтава.

### Автомобильный транспорт
Через автостанцию города проходят 150 междугородных автобусных и 49 пригородных маршрутов.

### Железнодорожный транспорт

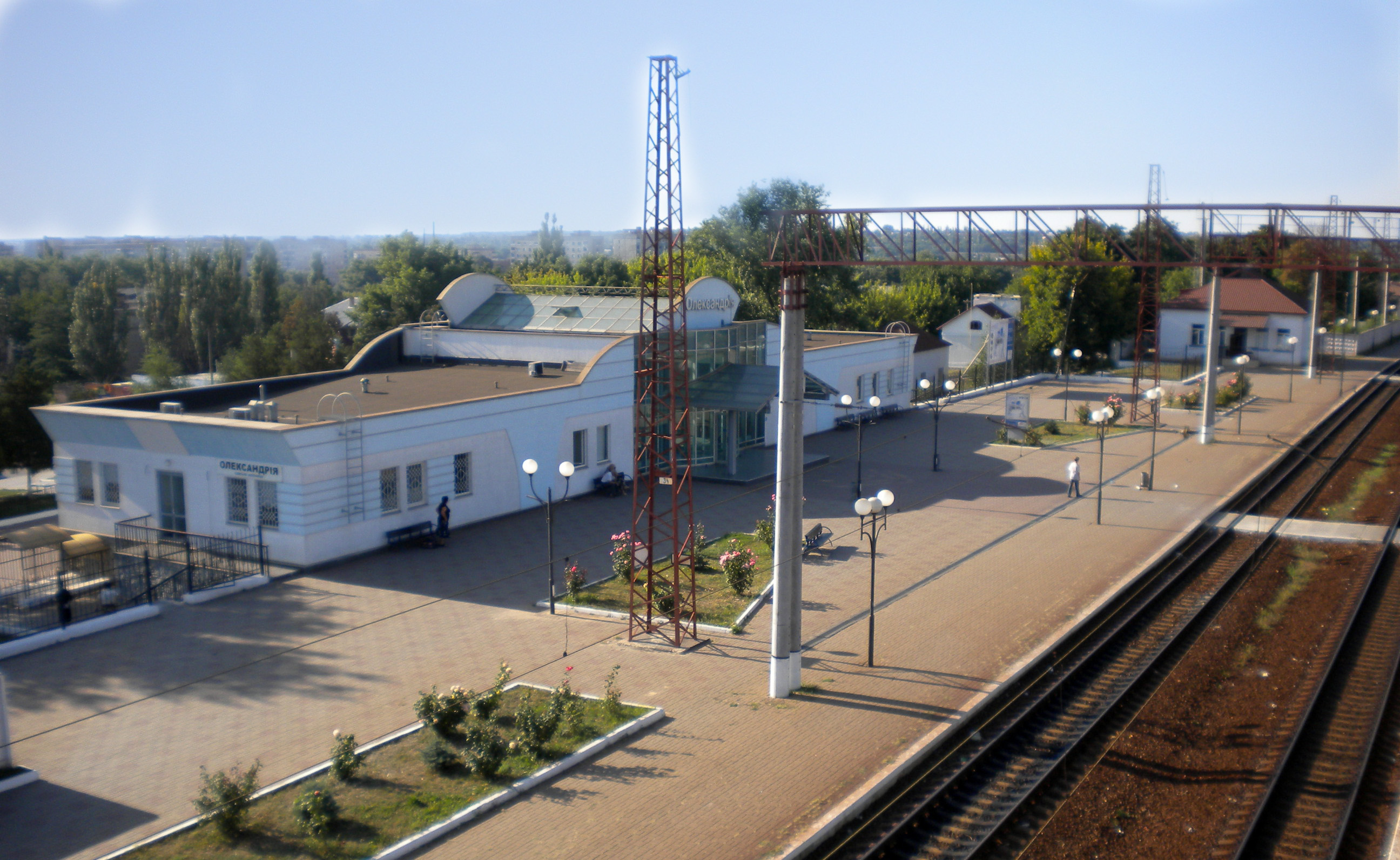
Железнодорожный вокзал

Через город пролегают железнодорожные магистрали:
- Одесса — Харьков,
- Киев — Днепр.

Через железнодорожную станцию города курсирует 40 поездов дальнего следования и 5 — местного следования.

### Внутригородской транспорт
Внутренние перевозки представлены маршрутными автобусами. Перевозки обеспечивают 12 перевозчиков, которые обслуживают 16 маршрутов и 40 графиков. Также в городе имеется 6 служб такси.
В 2021 году создано коммунальное предприятие «Александрийский транспорт». Автобусы марки Güleryüz в количестве 4 штук обеспечивают перевозку на городских маршрутах № 2/1, 5/1, 5/2 и 11.

## Образование
В городе работают:
- 20 общеобразовательных школ,
- 22 дошкольных учреждения,
- 5 средних специальных учреждений:
- высшее педагогическое училище,
- высшее медицинское училище,
- высшее училище культуры,

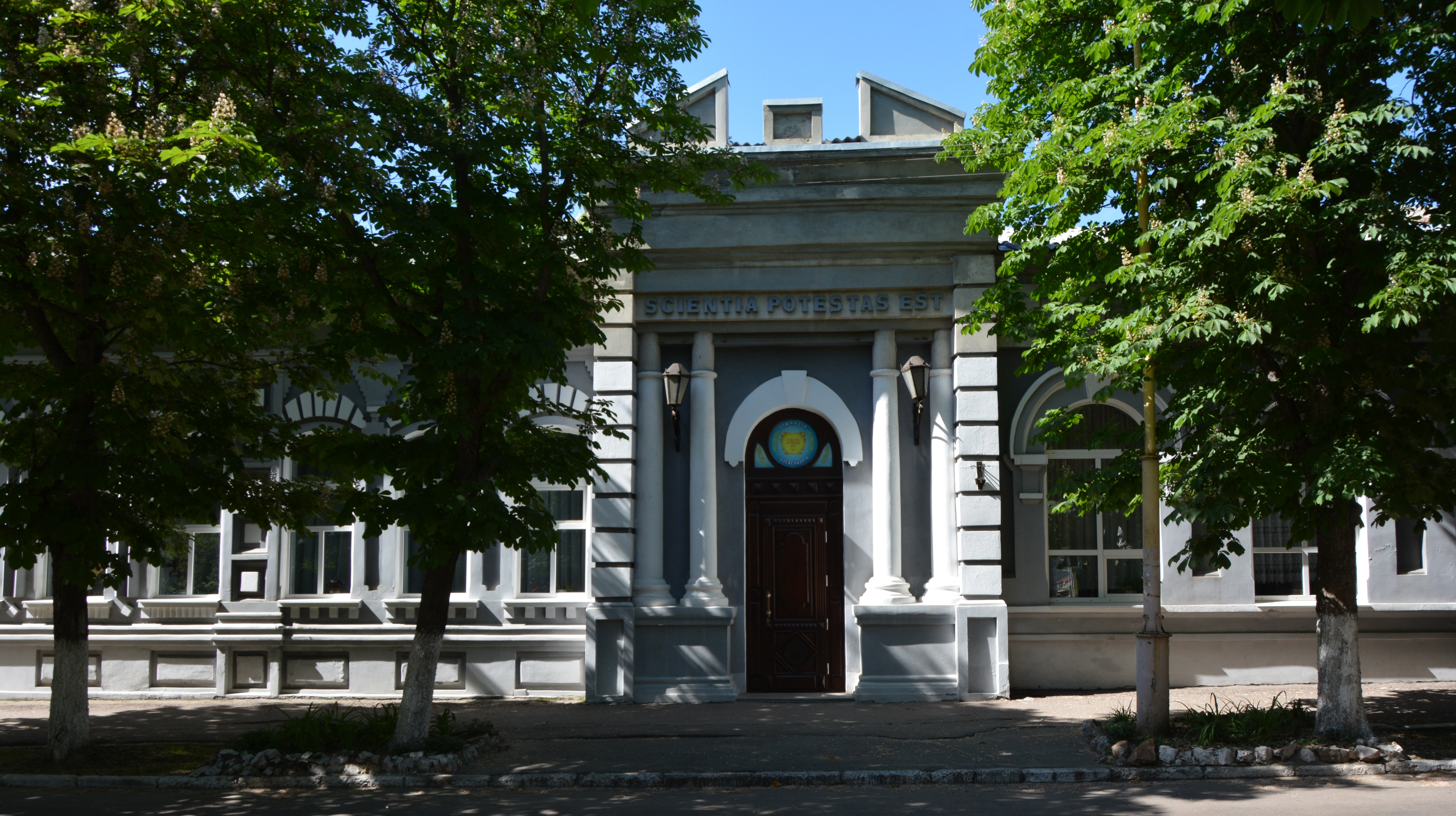
Женская гимназия

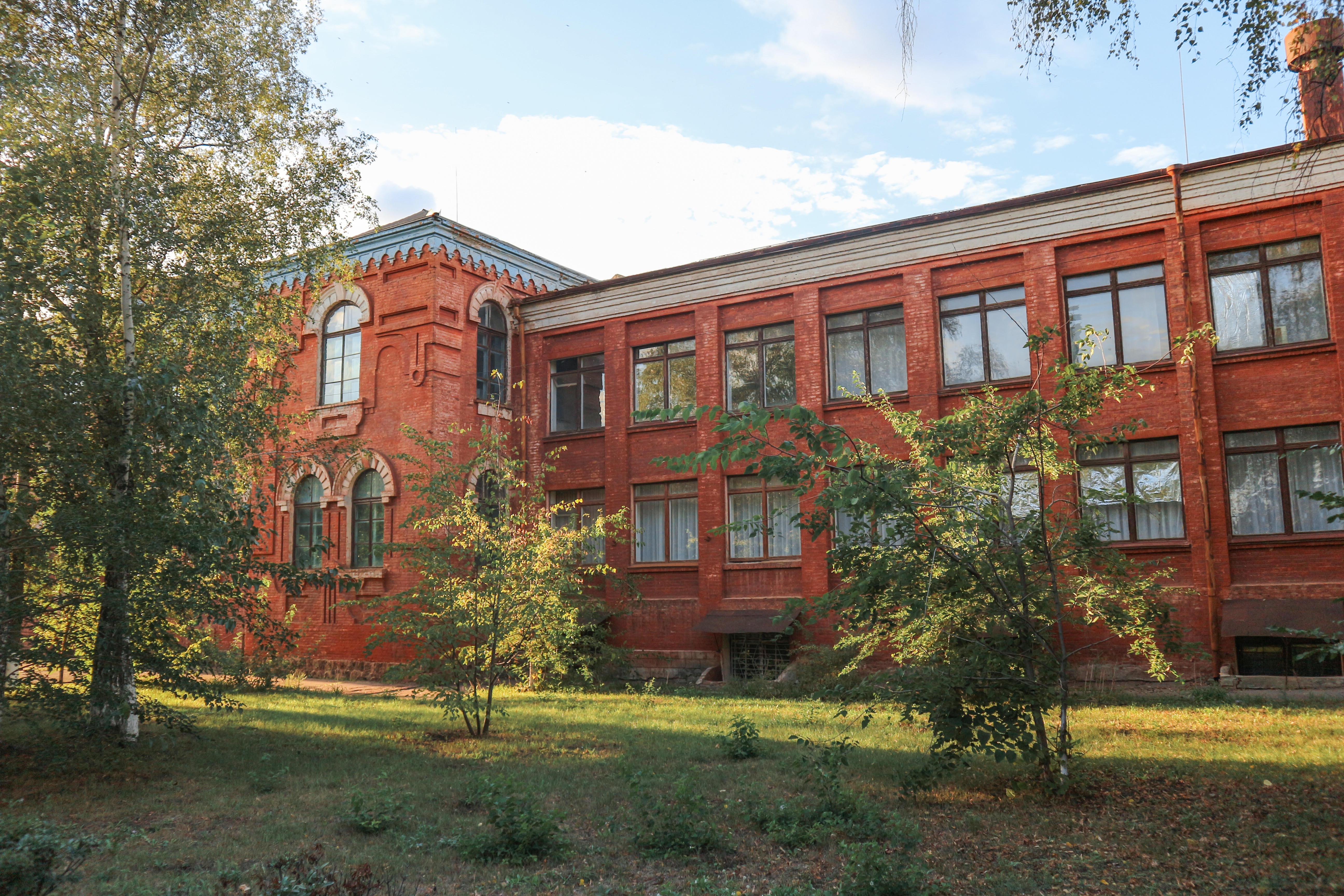
Аграрный техникум

- Александрийский политехнический колледж (индустриальный техникум),
- аграрный техникум (филия БНАУ),
- 4 профессионально технических училища,
- 2 филиала университетов:

1. Александрийское отделение Кировоградского института регионального управления и экономики,
2. Александрийский филиал Классического частного университета (Запорожье),

- 1 художественная школа,
- 3 музыкальные школы,
- школа искусств при гимназии имени Т. Г. Шевченко.

## Культура

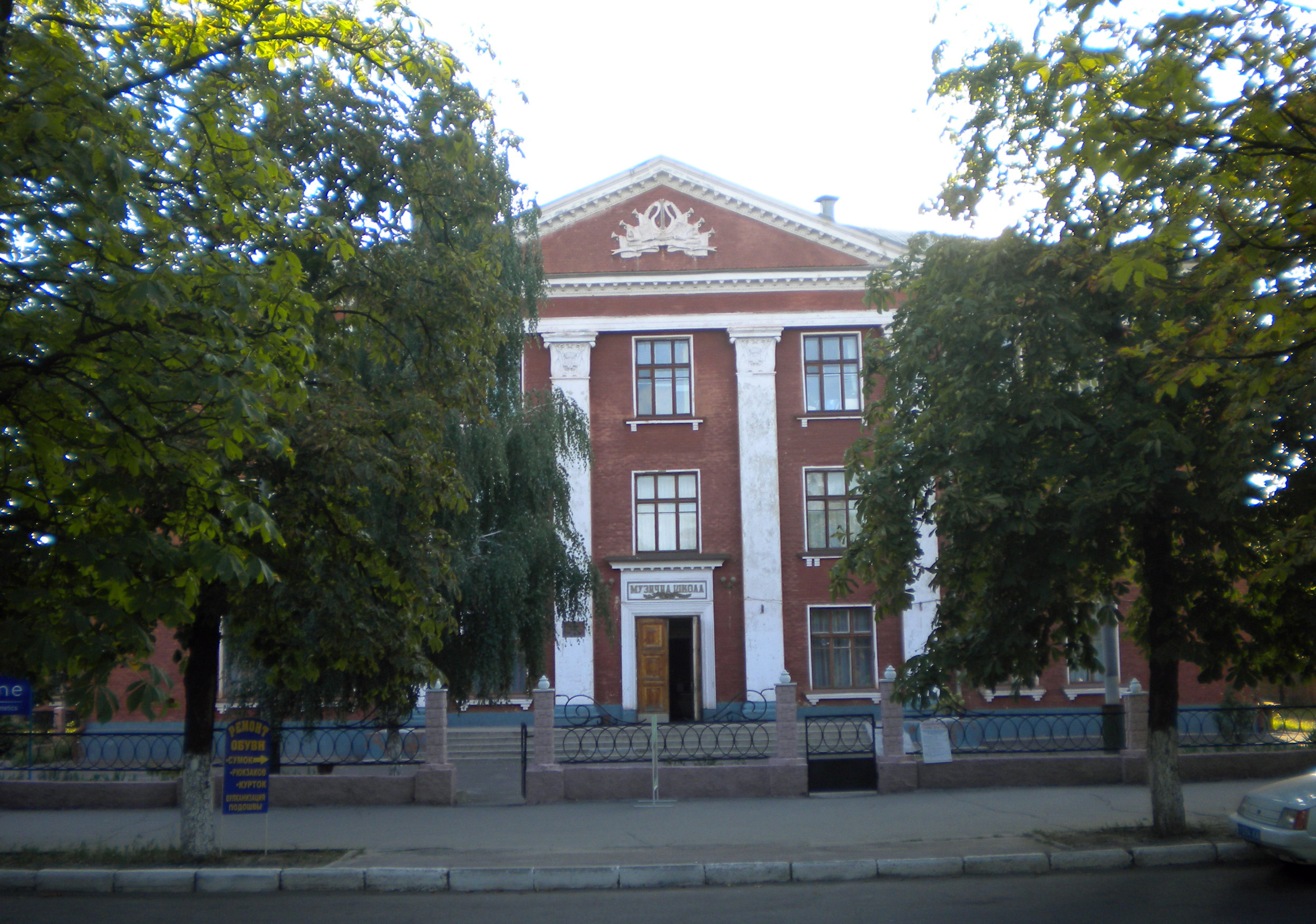
Музыкальная школа

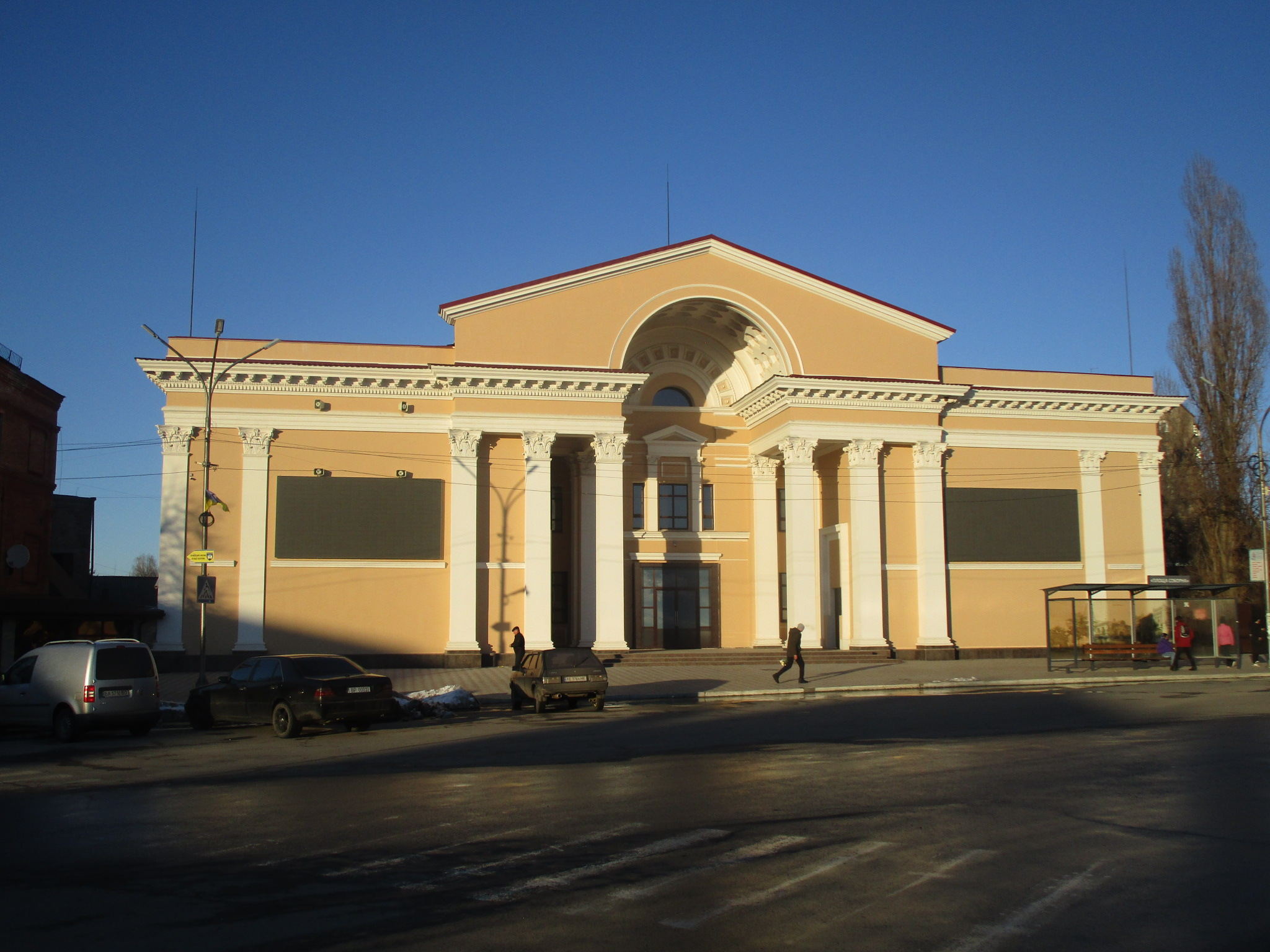
Кинотеатр «Жовтень»

К сети учреждений культуры города принадлежат 13 библиотек, объединённых в централизованную библиотечную систему, 2 музея, 5 клубных учреждений. В Александрии действуют 3 музыкальных коллектива: народный хор «Радуга», ансамбль танца «Веночек». С 1983 года в городе при музыкальной школе действовала детская филармония (ликвидирована в 2010 г. в рамках оптимизации сети учреждений культуры).
В 1988 году на базе профсоюзного клуба Александрийского завода подъёмно-транспортного оборудования (ныне завод «Вира-Сервис») был основан театр танца «Уличный балет», который на сегодняшний день является ведущим хореографическим коллективом города.

### Музеи
- Краеведческий музей, в котором насчитывается более 15 тысяч предметов основного фонда и 4 тысячи единиц вспомогательного фонда. Структура основного фонда состоит из вещественных, изобразительных, декоративно-прикладных, письменных, нумизматических, нагрудных знаков, археологических, естественных фондов. Научная и исследовательская работа направлена на разработку основных тем: «Знаменитые земляки», «Процесс государственного управления на Украине», «Экология родного края».
- Музей мира[укр.] — единственный на Украине и один из 15 музеев такого направления на планете Земля. Профиль музея: исторический. В фондах музея мира около 8 тысяч экспонатов. Библиотека музея насчитывает около 2000 книг. В 1991 году Александрийский народный музей мира был занесён в каталог международного центра юношеского туризма (Лондон), как один из наиболее интересных обзорных объектов Европы.

### Дворцы культуры
- Дворец культуры «Светлопольский» — бывший дворец культуры шахты «Светлопольская» объединения «Александрияуголь».
- Городской дворец культуры — центральное учреждение культуры города, занимает здание бывшего городского театра.
- Районный дом культуры, расположенный по улице Дибровы, 27.

### Библиотеки
- Централизованная библиотечная система — история библиотечного дела в городе начинает свой отсчёт в 1892 году, времени открытия в городе публичной библиотеки. Фонд ЦБС составляет 431 тыс. экземпляров книг, более 130 названий периодических изданий.

## Здравоохранение

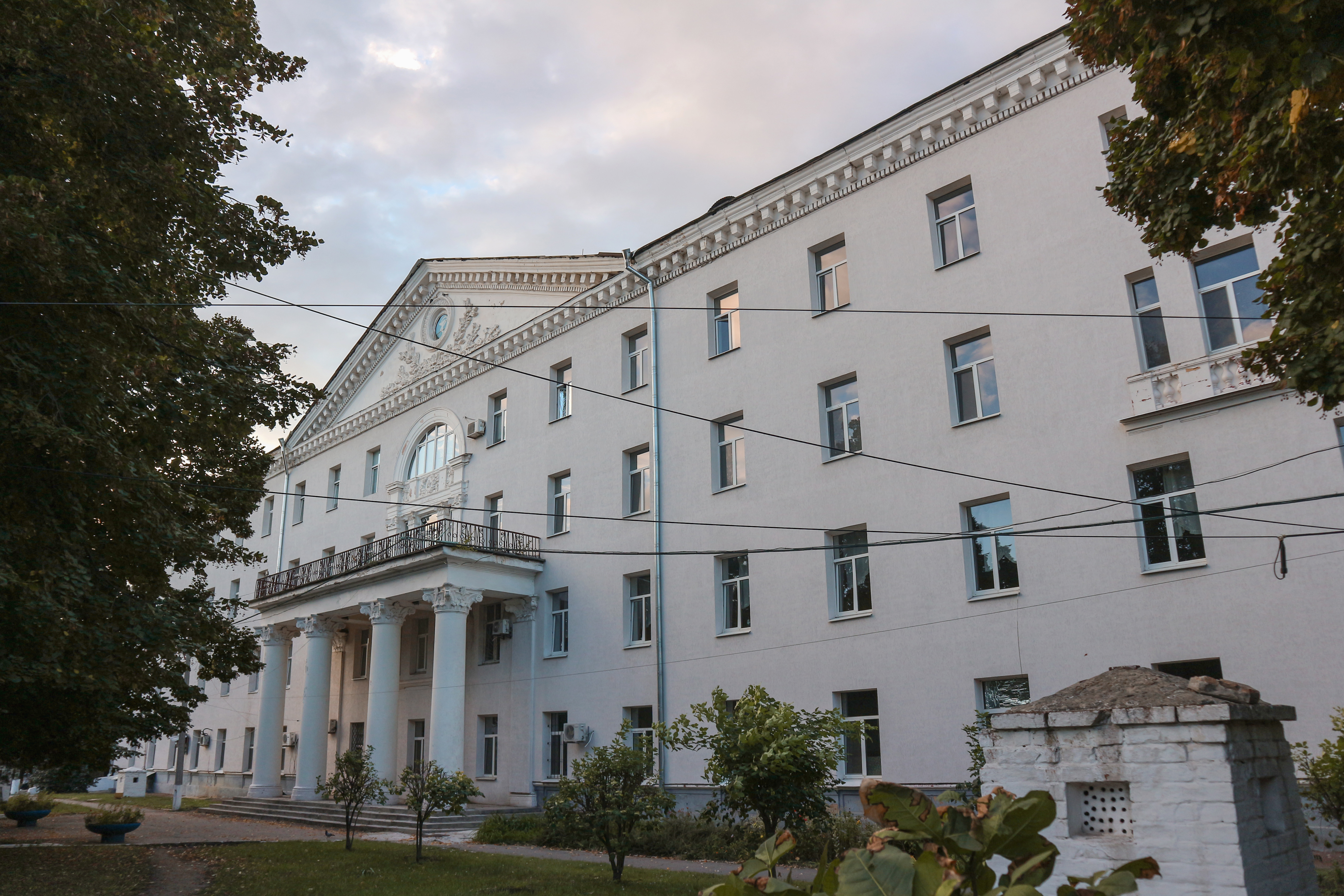
Городская больница № 1

Сеть лечебно-профилактических заведений включает в себя:
- городскую больницу № 1,
- городскую больницу № 3 (пос. Победа),
- детскую городскую больницу,
- станцию скорой медицинской помощи,
- стоматологическую поликлинику,
- амбулаторию семейной медицины № 1 (пгт. Пантаевка),
- амбулаторию семейной медицины № 2 (пгт. Димитрово),
- санитарно-эпидемиологическую станцию,
- высшее медицинское училище,
- районную больницу,
- 4 диспансера,
- психиатрическую больницу.

В заведениях охраны здоровья работает 360 докторов, среди них 28 имеют высшую квалификационную категорию, 98 — первую квалификационную категорию. Всего насчитывается 1125 медицинских работников.

## Гостиницы
В городе есть современная бизнес-гостиница среднего уровня «Сапфир», несколько отремонтированных гостиниц советской эпохи («Дружба», «Топаз») и несколько отелей домашнего типа («Дом Пищевича», «У Фёдора», «Берлога»).

## Спорт

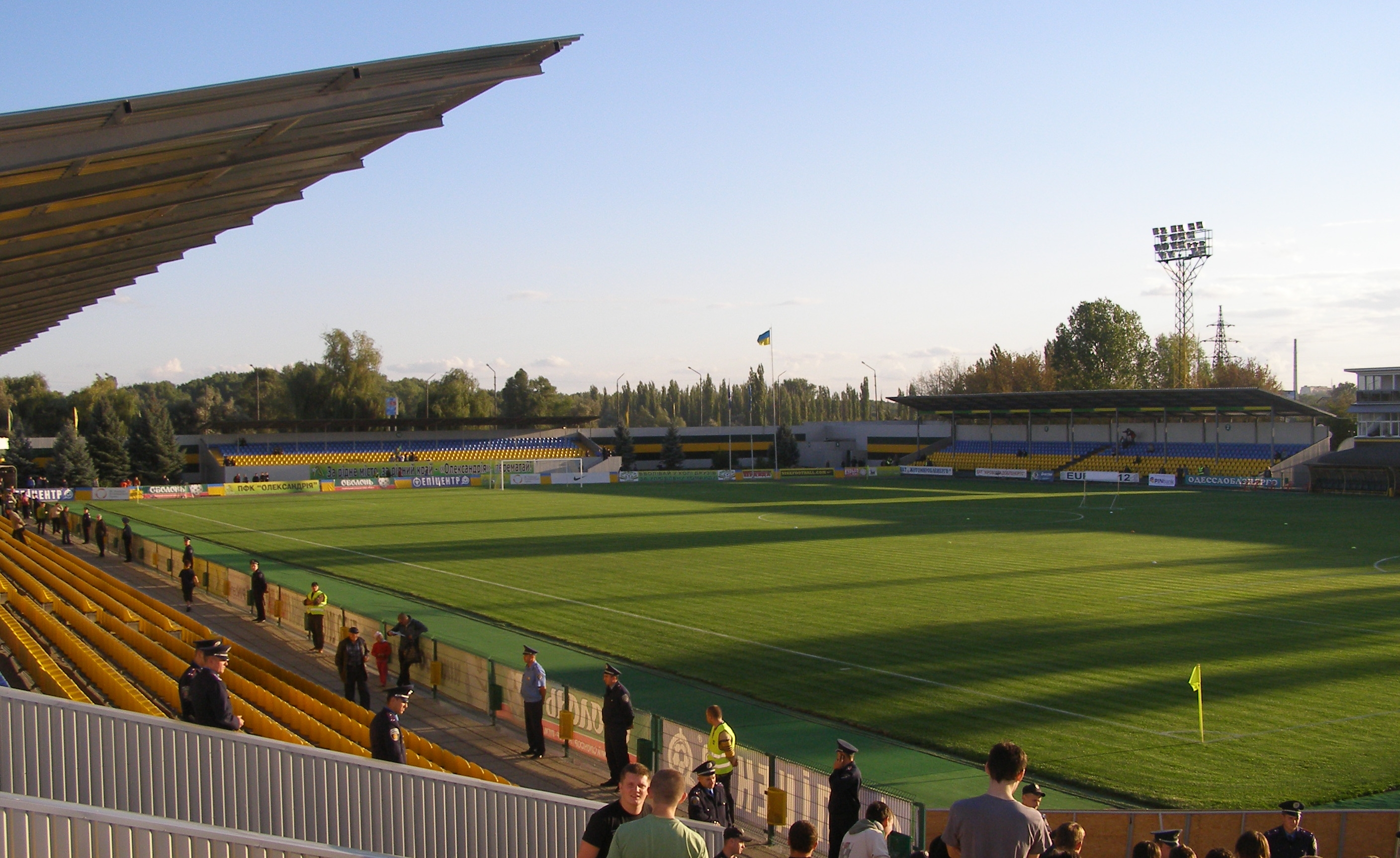
Культурно-спортивный комплекс «Ника»

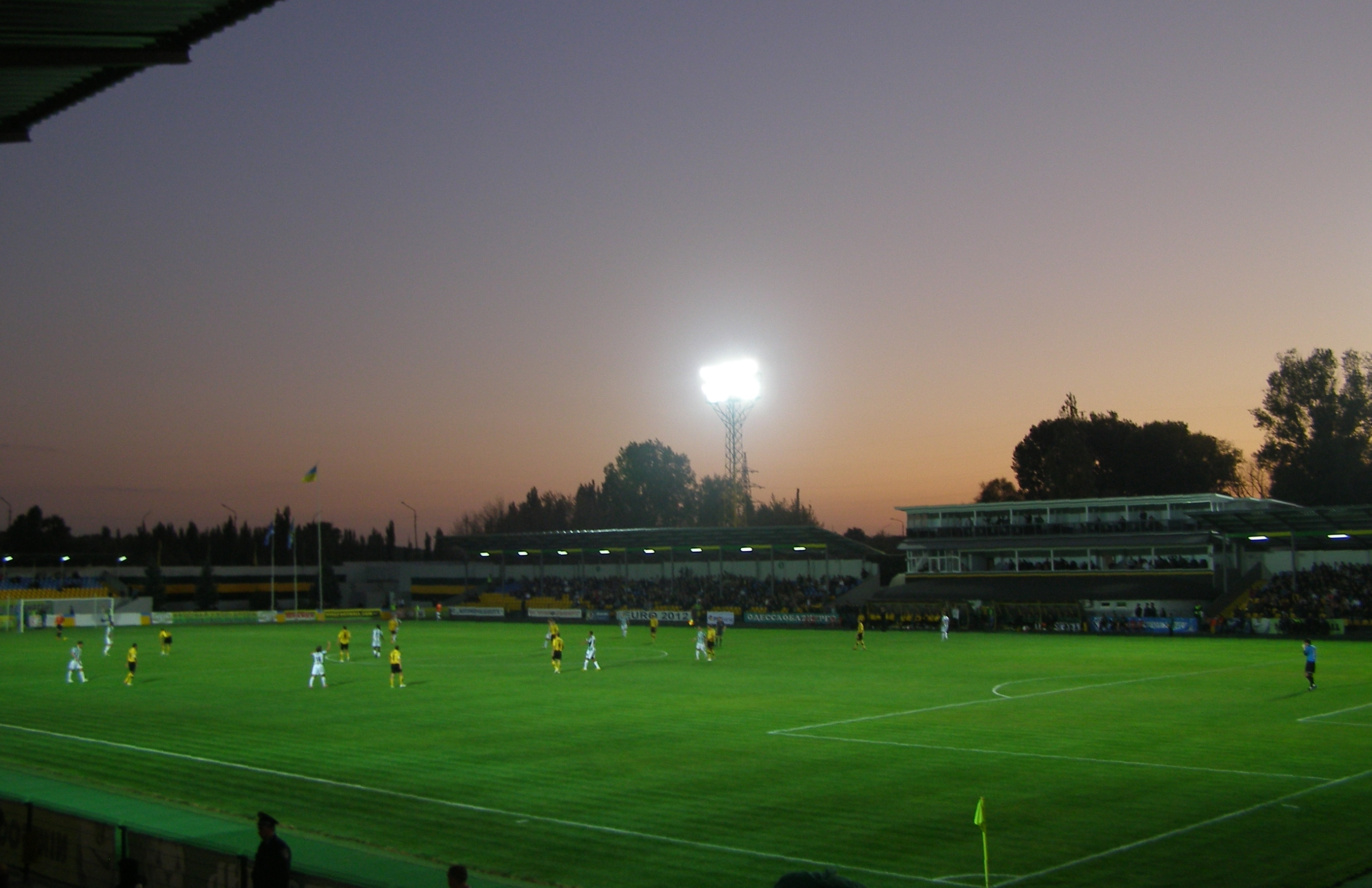
Культурно-спортивный комплекс «Ника»

Главными центрами занятий физической культурой и спортом в городе являются плавательный бассейн «Дельфин», который недавно был реставрирован и дворец спорта ОАО «Вира-Сервис». В городе действуют две ДЮСШ, одна из которых подчиняется городскому управлению образования, другая — ФСО «Украина», и кружки по различным видам спорта. Также действует детско-юношеский футбольный клуб «Аметист-2001».
В городе активно развивается футбол. На профессиональном уровне город представляет футбольный клуб «Александрия». Клуб основан в 1990 году. Начиная с сезона 2015/16 принимает участие в Украинской премьер-лиге. В сезоне 2018/19 завоевал бронзовые медали чемпионата Украины, а в сезоне 2024/25 серебряные.
На территории города расположены 2 стадиона, один из которых оборудован по всем современным стандартам.
Работает военно-патриотический спортивный клуб «Защита», где молодежь осваивает приёмы самозащиты.

## Средства массовой информации
В городе публикуются газеты «Городской курьер», «Олександрійський тиждень», «Вільне слово» и прочие. Ранее влиятельные «Олександрійські відомості» (1996—2011) и «Олександрійська правда» (2006—2011) прекратили своё существование.
Вещает четыре мультиплекса цифрового телевидения: первый на 40 канале (Интер, Украина, 1+1, НТН, К1, UA: Перший, ICTV, Enter-фильм), второй на 38 канале (Zoom, Индиго, СТБ, ТЕТ, К2, Новый канал, М1, Прямой), третий на 31 канале (Мега, Пиксель, XSport, НЛО ТВ, 2+2, ZIK, Еспресо, Плюс-Плюс), четвёртый мультиплекс на 52 канале (5 канал, Культура, Рада, UA: Кропивницкий, КТМ, Вітер, Украина 24, 4-канал)
Есть одиннадцать радиостанций:
- 87,6 Украинское радио/«Скифия-центр»
- 90,7 Перец FM
- 91,3 Радио Байрактар
- 97,2 «Радио Шансон»(план)
- 99,4 Мелодия FM
- 99,8 Хит FM
- 101,2 UA: Радио Проминь
- 103,1 DJFM(план)
- 105,1 Люкс FM
- 105,7 UA: Радио Культура
- 107,6 Радио «Максимум»

Вещает два городских телеканала: ТРК КТМ и ТРК «Контакт Лтд».

## Городские праздники
- День города — в последнее воскресенье мая.
- 6 декабря — День освобождения города от немецко-фашистских оккупантов.

## Города побратимы
- Яроцин (Польша),
- Синьи (Китай).
- Бат (Великобритания)[17]
- Тервел (Болгария)